# 박신홍
박신홍은 대한민국의 기자이다. 연세대학교 정치외교학과를 졸업했고 1994년 언론계에 입문하였다. 중앙일보 정치부 야당팀장을 지낸 경험을 살려 《안희정과 이광재》(2011년)를 저술했다. 이 책은 한국 정치사 대표적 86세대 안희정과 이광재를 40시간 심층 인터뷰한 결과물이었다.

## 저서
- 《안희정과 이광재》. 메디치미디어. 2011년. ISBN 9788994612096